# Allan Krasnik
Allan Krasnik (født 25. januar 1946 i København) er en dansk læge og professor, centerleder ved Institut for Folkesundshedsvidenskab under Københavns Universitet.
Han er søn af læge Herman Krasnik (død 1991) og hustru Irma f. Astmanova (død 1974), blev student fra Efterslægtselskabets Skole 1964, cand. med. fra Københavns Universitet 1971 og blev Master of Public Health ved Hadassah Medical School, Hebrew University, Jerusalem, i 1973. 1976 blev han lic. med. Siden 1995 har han været professor. Fra 1980 til 1994 var han redaktør af Ugeskrift for Læger.
Han blev gift 19. marts 1971 med bioanalytiker Else Krasnik, født Thorbjørnsen, datter af veterinærinspektør Svend Thorbjørnsen og Signe Mik-Meyer (født 14. november 1903 i København), datter af bankdirektør Philip Mik-Meyer. Krasnik er far til Benjamin og Martin Krasnik.